# أليكساندر تودوروفيتش
أليكساندر تودوروفيتش مواليد 10 يونيو 1987 في بيه لينا، جمهورية البوسنة والهرسك الاشتراكية، جمهورية يوغوسلافيا الاشتراكية الاتحادية، هو لاعب كرة سلة بوسني. بدأ مسيرته الاحترافية في سنة 2007. يلعب مع نوفي بازار. يبلغ طوله 6 قدم 9 بوصة (2.1 م).

## روابط خارجية
- أليكساندر تودوروفيتش على موقع كرة السلة الأوروبية.كوم (الإنجليزية)
- أليكساندر تودوروفيتش على موقع ريلجم (الإنجليزية)
- أليكساندر تودوروفيتش على موقع بروبوليرز (الإنجليزية)